# Haarbrücken
Haarbrücken ist ein Stadtteil der oberfränkischen Stadt Neustadt bei Coburg im Landkreis Coburg.

## Lage
Der alte Ortskern Haarbrückens befindet sich nördlich der Röden. Die jüngeren Bebauungen aus der Mitte des 20. Jahrhunderts liegen auf den südwestlichen Höhen des Neustadter Kessels, etwa zwei Kilometer von Neustadt entfernt. Durch den Ort führt eine Gemeindestraße, die Neustadt mit Coburg verbindet.

## Geschichte
Haarbrücken wird urkundlich erstmals 1273 erwähnt, als Heinrich von Sonneberg den Zehnten von Neustadt und Haarbrücken an das Kloster Trostadt bei Themar veräußerte. Der Ort lag wohl an einem Sumpf (althochdeutsch: „horo“), über den ein Damm aus Rutengeflecht und Erde gelegt war. Dementsprechend wurde er früher auch als „horbruche“ bezeichnet. Für das Jahr 1317 sind im Neustadter Erbbuch, einer Auflistung von Besitzungen und Rechten der Henneberger, 13 Güter und die Mühle an der Röden aufgelistet, die bis 1965 arbeitete und 1986 abgerissen wurde.
Um 1500 waren die Herren von Schott zu Lind Besitzer von vier Gütern und der Mühle, denen im 16. Jahrhundert die Herren von Birkicht folgten.
Im Dreißigjährigen Krieg verminderte sich die Zahl der Haushalte von 14 im Jahr 1618 auf fünf im Jahr 1638. Außerdem starben 13 Einwohner im Jahr 1626 an der Pest.
Die Kinder gingen bis 1780 in Neustadt zur Schule, danach in Haarbrücken, bis 1862 ein neues Schulhaus in Thann errichtet wurde. Im Jahr 1863 gab 15 Gehöfte mit Nebengebäuden in Haarbrücken.
In einer Volksbefragung am 30. November 1919 stimmten drei Haarbrückener Bürger für den Beitritt des Freistaates Coburg zum thüringischen Staat und 67 dagegen. Somit gehörte ab dem 1. Juli 1920 auch Haarbrücken zum Freistaat Bayern.
Im Ersten Weltkrieg verloren 13 und im Zweiten Weltkrieg 18 Haarbrücker Soldaten ihr Leben. Ein Denkmal, 1920 von dem Bildhauer Gustav Reißmann geschaffen, steht am Friedhof. Bei der Reichstagswahl vom 6. November 1932 bekam die NSDAP in Haarbrücken 84 Stimmen von insgesamt 98 abgegebenen.
Bis Anfang der 1950er Jahre war Haarbrücken ein ländlich geprägtes Dorf. Ab 1953 begann in den Baugebieten Kriegersäcker und Bodenholz, nördlich des historischen Ortskerns, der Wohnhausbau, unter anderem durch die Gemeinnützige Wohnungsbaugesellschaft des Landkreises Coburg, der bis in die 1990er Jahre anhielt. Insgesamt rund 150 Ein- und Mehrfamilienhäuser wurden bis Ende der 1970er Jahre errichtet. Die Wohnungen waren insbesondere für die Mitarbeiter des expandierenden Neustadter Kabelwerks der Siemens-Schuckert-Werke AG gebaut worden. In der Folge entstand in dem Neubaugebiet 1961 für 400.000 DM eine Schule mit vier Klassenzimmern und 148 Schülern sowie 1964 eine evangelische Tochterkirchengemeinde Neustadts. Zur Kirchengemeinde gehörte neben Haarbrücken und Thann mit der Selbstständigkeit ab 1968 auch Ketschenbach.
Am 1. Januar 1971 erfolgte die Eingliederung von Kemmaten. Am 1. Mai 1978 wurde Haarbrücken ein Stadtteil Neustadts.
Die Trinkwasserversorgung erfolgte früher durch Hausbrunnen. Eine gemeindeeigene Anlage mit Anschlüssen einiger Anwesen gab es ab 1960. Nach dem 28. Juli 1971 waren alle Anwesen an das Trinkwassernetz der Stadtwerke Neustadt angeschlossen. Stromlieferant war ab 1922 das Coburger Überlandwerk. Am 1. Januar 1973 übernahmen die Stadtwerke Neustadt die Stromversorgung.

## Einwohnerentwicklung
| Jahr | Einwohnerzahl |
| ---- | ------------- |
| 1618 | 70            |
| 1662 | 102           |
| 1910 | 196           |
| 1933 | 219           |
| 1939 | 229           |
| 1945 | 355           |
| 1964 | 1000          |
| 1980 | 1047          |
| 2013 | 868           |
| 2020 | 764           |

## Evangelische Kirche
Das 1974 errichtete „Haus der Begegnung“ wurde 1981/82 nach Plänen des Architekten Focke zu einer Kirche erweitert. Der Kirchenbau, bestehend aus Gemeinderäumen im Untergeschoss sowie einem einfach gestalteten Sakralraum im Erdgeschoss, wurde am 26. September 1982 geweiht. Im angebauten Glockenturm hängen vier Glocken, die 1980 bei der Glockengießerei Rincker gegossen wurden. Die im November 2019 eingeweihte Orgel stellte der Münchner Orgelbau auf. Das Instrument hat 784 Pfeifen und 13 Register auf zwei Manualen und Pedal.